# Mocsikák
A mocsikák vagy mocsék dél-amerikai indiánok voltak, akik az Andok környékén, Peru északnyugati partvidékén 1–7. század között leginkább a folyóvölgyek oázisaiban éltek. A 300 és 800 között virágzott (majd ezután rejtélyesen eltűnt) mocsika vagy moche birodalomban – a mai Trujillo 480 kilométernyi környékén – 15 ezren élhettek. A nép, amely istenei engesztelésére az emberáldozattól sem riadt vissza, nem volt fejletlenebb, mint a majdnem ezer esztendővel később élt inkák. A mocsika kultúra bár már a spanyol hódítás előtt lehanyatlott, de a népcsoport az 1920-as években halt ki teljesen.

## Mindennapi élet
Főként mezőgazdaságból éltek, kukoricát, jukkát, krumplit, tököt és gyümölcsöket termesztettek – a száraz, sivatagos, teraszos földeket pedig csatornarendszerek segítségével, öntözés révén tették termékennyé, valamint a part menti szigetek madárguanóját trágyaként használva. A növénytermesztésen túl a halászat is fontos mesterségük volt, totora nádból készült hajókkal közlekedtek.

## Épületek
Épületeiket agyag-, ill. vályogtéglából építették. Házaiknak udvaruk, teraszuk volt, a tágas, festményekkel díszített paloták a legjobb helyeken épültek fel.

## Képzőművészeti alkotásaik

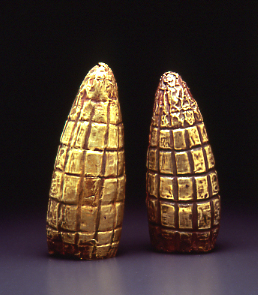
Mocsikák által készített arany kukorica, i.sz. 300-ból. Larco Múzeum, Lima, Peru

Írásos emlékeik nem lévén, életükről a magas színvonalú kerámiatárgyaik mesélnek.
Művészetük alapvetően naturalisztikus volt. Az általában krémfehér alapon vörösbarna rajzaik realisták, tökéletesen felismerhetőek az állatok, s követhetőek a cselekmények. A kerámiaedények ábrái a mindennapos életükön, a halászaton, mezőgazdaságon, étkezésen kívül háborúikat, hitvilágukat, valamint a rituális szertartásaikat is bemutatják. A magasabb rangú embereket nagyobbnak, az alvilágot, a látható világot és a mennyeket pedig egymástól horizontális vonalakkal elválasztva ábrázolták.
Más kerámiaedényeken emberi fejet formáznak, általában fogóval. Sok arc annyira valósághű és egyéni, hogy szinte igazi portrénak tűnik.
A perui mocsika kultúra népe készített erotikus jeleneteket ábrázoló cserépedényeket is. Ezek célja azonban jelentősen eltért más ókori kultúrákban fellelhetőekétől. A mocsikák úgy hitték, hogy a halottak világa az élőnek pontosan a fordítottja, ezért a temetési áldozatok számára olyan edényeket készítettek, amelyeken olyan szexuális jeleneteket ábrázoltak, amiből bizonyosan nem születik majd utód (maszturbációt, fellációt és anális szexet), abban a reményben, hogy ellentétes hatásként termékenységet eredményeznek majd.

## Társadalmi élet
A tudósok nemrég egy 34 méter magas, piramisszerű, kővel kirakott, lapos tetejű építmény belsejében rendkívüli temetkezési helyre bukkantak. A sírból előkerült hatvan edény és váza is, amelyeket a temetési szertartáshoz használhattak, s amelyeknek a kidolgozása egészen egyedülálló. A sírépítmény falait gondosan díszítették, s rajtuk tömérdek aranyat, ékszert és furcsa köpenyfélét viselő embereket ábrázoltak. Nyilvánvalóan ők alkották a társadalom elitjét, a harcosok rétegét, akiket Ai-Apaecnek (Megfojtóknak) neveztek. Ám sorsuk igencsak bizonytalan volt.
Láthatók a falakon ugyanis a sámánok is, akik lefejezték és feldarabolták azokat az embereket, akiket az isteneknek áldoztak fel. A szerencsétleneket párbaj során választották ki: két harcos összemérte az erejét, s aki a gyengébbnek bizonyult, azt feláldozták. De nemcsak megölték, hanem meg is ették a húsát, vérét pedig vízzel keverve megitták. Úgy vélték, ez meghosszabbítja a szerencsésebbek életét. A párbaj győztesét istenként tisztelték, és joga volt arannyal, smaragddal és más drágakövekkel díszített köpenyt viselni. A "denevér" álarcot a legerősebb harcos viselhette.

## Egyéb érdekességek
Nemrég megtalált sírokban öt különös harcost találtak.
A mocsika indiánok átlagmagassága kb. 148 cm volt, e férfiaké pedig 175 cm, sőt kettőjüké a 180 cm-t is elérte, tehát magasságuk viszonylagosan óriásinak mondható. Fogukból és csontjaikból arra következtettek, hogy 17-22 éves korukban hunytak el, és az is kiderült, hogy az 1-es, 2-es, 3-as és 4-es óriás (a kutatók így nevezték el őket) nagyjából ugyanakkor szenderült jobblétre. Az 5-ös számú kissé odébb volt eltemetve, valószínűleg egy generációval korábban.
Charles Merbset, az Arizonai Állami Egyetem munkatársa két évig dolgozott a csontokon, elsősorban az ízületi gyulladások nyomait elemezte. Azt találta, hogy az ízületek sokáig, vagy ismétlődően különös helyzetben voltak mind az öt fiatalember esetében. Az 1-es és a 3-as példányról megállapította, hogy sok időt töltöttek térdelő helyzetben, elsősorban a bal térdükön, és a jobb könyökük erősebben behajlott, mint a bal kézfejüket sokat tarthatták függőleges helyzetben. Az 5-ös számú óriás ugyancsak sokat térdelhetett, ám ő a nyomok szerint váltogatva használta térdeit - az ő esetében  kisebb aszimmetria volt tapasztalható. Kitűnt továbbá, hogy jobb karját gyakran tarthatta hátranyúlva, mintha eldobni készülne valamit. A 2-es és 4-es óriás csontjai ugyancsak rossz állapotban voltak, de nem mutattak olyan deformációt, mint a másik háromé. Alighanem azért, mert nemigen csináltak semmit, ami a magasabb társadalmi státusra utalhat.
A mocsika ábrázolásokon sokszor feltűnik rajtuk a térdelő harcos motívuma, akik jobb kezükben harci buzogányt, baljukon pedig pajzsot tartanak. Ritkábban előfordul a dárdahajító vagy a kődobó ábrázolása is. Számos ábrázolás mutatja a mocsika előkelőségeket: őket mozdulatlan állapotban, ülő helyzetben, esetleg hordszéken ülve örökítették meg.
Mindezek után kezdett kirajzolódni a kép. Az 1-es és 3-as óriás térdelő harcos volt, az 5-ös dárdahajító. Minden bizonnyal azért kapták e szerepkört, mert magasabbak, de alkatilag gyengébbek voltak társaiknál. Nyilván igazán impozánsnak tűntek az ellenség szemében, hogy még térdelve is ilyen magasak, viszont nem igazán lehettek jó harcosok. A 2-es és a 4-es óriás - a kutatók szerint - a legfelső elithez tartozhatott, és semmiféle munkát nem végzett. A 2-es volt ötük közül a legegészségesebb. Feltehetően valamennyien a piramiskomplexumban éltek, és az 1-es, valamint a 3-as ideje nagy részét töltötte a 2-es számú óriás mellett térdelve. Hogy mi okozta a halálukat, nem tudni, de mivel az első négy egymáshoz képest rövid időn belül halt meg, feltehető, hogy legalább az egyiküket feláldozták.

## Nyelv
A mocsikák nyelvéről maradtak dokumentációk a 17. és 18. századból. Az utolsó beszélők Chiclayo környékén éltek az 1920-as években, de bizonyos mocsika szavak még az 1960-as évekig használatban voltak. A nyelvészet jelen állása szerint a mocsika egy szigetnyelv volt, amely nem állt rokonságban a kecsua ajmara vagy mapucse nyelvekkel. Vannak vélemények, amelyek távolabbi nyelvcsaládokkal (maja vagy aravak) tételeznek fel rokonságot, továbbá azt, hogy a mocsikák eredete az amazóniai őserdők területére nyúlik vissza.